# Живина сијалица
Живина сијалица је тип сијалица са пражњењем у гасу која користи електрични лук кроз живине паре да произведе светлост. Електрични лук се углавном задржава у малом горионику од кварцног стакла који се поставља у већи балон од боросиликатног стакла. Спољашњи балон може бити прозиран или обложен фосфором. У оба случаја спољашњи балон пружа топлотну изолацију, заштиту од ултраљубичасте светлости коју производи сијалица.
Живине сијалице су енергертски ефикасније од инкандесцентних сијалица и већина флуоресцентних сијалица, са светлосном ефикасношћу која се креће од 35 до 65 lm/w. Друге предности су дуг радни век који иде и до 24.000 сати и јака бела светлост.Количина светла коју сијалица одаје опада са годинама.Због тога се ове сијалице све мање користе за осветљење великих површина, као што су фабрике, складишта и спортски терени, као и за уличну расвету. Прозирне живине сијалице производе белу светлост са зеленкасто-плавим сјајем због живине комбинације линија спектра. Ово људској кожи даје мртвачку боју, па се овакве сијалице обично не продају у обичним продавницама. Живине сијалице са корекцијом боје превазилазе овај проблем облагањем фосфором (YVO4 углавном) са унутрашње стране балона који емитује белу светлост. Ове сијалице дају бољи приказ боје од енергетски ефикаснијих натријумових сијалица високог и ниског притиска.
Живине сијалице раде на унутрашњем притиску од око једне атмосфере и траже специјална подножја, као и електричне баласте. За њихов рад је такође потребан период загревања од 4-7 минута да се достигне пуна светлост. Живине сијалице постају све више застареле и повлаче се из употребе у корист метал-халогених сијалица које су ефикасније и имају вернији приказ боја.